# Нечепсухо
Нечепсухо — река, расположенная в центральной части Туапсинского района в 40 км северо-западнее города Туапсе. Длина реки составляет 26 км, площадь водосбора — 225 км².
Река берёт начало на юго-западном склоне Большого Кавказского хребта, в 5 км от села Подхребтовое, с южных склонов Главного Водораздела из слияния речек Холодная, Кабалы и Мелконова. Впадает в море в районе поселка Новомихайловский в Михайловскую бухту. Имеет более 30 притоков.
Река Базанова берёт начало на южном склоне горы Длинный Пикет (502 м), её длина 8 км. Впадает в реку Нечепсухо севернее поселка Новомихайловский, в 5 км от центра населённого пункта.
На правом берегу притока Сухая расположено урочище Нирон. Приток Кутай с притоком Горячая берут начало среди скал горы Горячая. Длина притока составляет 4 км. Многие из притоков берут начало с восточного склона горы Пляхо (высота 618 метров), с запада и востока горы Свистун (высота 568 метров).
В долине реки расположены населённые пункты: Подхребтовое, Псебе, Новомихайловский.
Среднегодовой расход воды 14 м³/с. Во время паводков река мутнеет, несет обломочный материал: ил, песок, гальку, валуны. Уровень реки значительно повышается.
Долина реки в низовьях широкая, с равнинным рельефом. Река при впадении в море сужается и протекает среди скал. На правом берегу реки Псебе расположены памятники старины: могильные сооружения, крепость Никопсия.

## Этимология
У адыгов река носит название Ныджыпсыхьу. Гидроним вошел в специализированную литературу в несколько искаженных фонетических видах: Нечепсухо, Негепсухо и др. В результате перехода неаффрикатизованного заднеязычного смычного согласного г в шапсугском диалекте в аффрикату дж в литературном языке возникло слово ныджы, означающее «прибрежье». Этимологию слова ныджыпсыхьу можно объяснить как «прибрежная, мелководная речка». У Л. И. Лаврова — «гальчатая река» (шапс.).
Есть данные, что в основе названия родовая фамилия.